# بطولة الصداقة الدولية للسيدات 2023 (الطائف)
بطولة الصداقة الدولية للسيدات 2023 (الطائف)، 2023 SAFF Women's International Friendly Tournament (Taif)- وتسمى أيضًا ببطولة كأس آسيا الودية الدولية للسيدات 2023، وهي النسخة الثانية من بطولة كأس آسيا الودية الدولية للسيدات التي نظمها الاتحاد السعودي لكرة القدم. تم اختيار الطائف كمدينة مضيفة من قبل لجنة كرة القدم النسائية بالاتحاد السعودي لكرة القدم في سبتمبر 2023م. وفي 21 أغسطس 2023م، أكد الاتحاد السعودي لكرة القدم أن البطولة ستقام في الفترة ما بين 18 و30 سبتمبر 2023م. 
وقد شهدت المسابقة توسعًا في عدد الفرق المشاركة من أربعة فرق في النسخة الأولى إلى ستة في هذه النسخة. 
والمملكة العربية السعودية هي حاملة اللقب، وذلك بعد فوزها بالنسخة الماضية في الخبر، لكنها خرجت في الدور نصف النهائي على يد بوتان بعد الوقت الإضافي.  وقد توجت لبنان بطلاً للمرة الأولى بعد فوزها في المباراة النهائية على بوتان 1-0، بعد الوقت الإضافي. 

## الفرق المشاركة
شاركت في بطولة الصداقة الدولية للسيدات الثانية فرق من ست دول مختلفة، تمثل ثلاثة اتحادات فرعية إقليمية آسيوية هي: اتحاد غرب آسيا لكرة القدم (غرب آسيا)، واتحاد جنوب آسيا لكرة القدم (جنوب آسيا)، واتحاد آسيان لكرة القدم (آسيان). 

### الفرق المتأهلة
وقد شاركت في البطولة الفرق الستة التالية:
| فريق     | الظهور | آخر ظهور     | تصنيف الفيفا | أفضل أداء سابق          |
| -------- | ------ | ------------ | ------------ | ----------------------- |
| السعودية | الثاني | 2023 (الخبر) | 172          | البطل ( 2023 (الخبر) )  |
| بوتان    | الأول  | غير متوفر    | 169          | أول مشاركة              |
| لاوس     | الأول  | غير متوفر    | 87           | أول مشاركة              |
| لبنان    | الأول  | غير متوفر    | 137          | أول مشاركة              |
| ماليزيا  | الأول  | غير متوفر    | 89           | أول مشاركة              |
| باكستان  | الثاني | 2023 (الخبر) | 157          | الوصيف ( 2023 (الخبر) ) |

## المكان
تقام جميع مباريات البطولة حصرياً على ملعب الملك فهد بالطائف. 
| بطولة الصداقة الدولية للسيدات 2023 (الطائف) (المملكة العربية السعودية) | الطائف                            |
| ---------------------------------------------------------------------- | --------------------------------- |
| بطولة الصداقة الدولية للسيدات 2023 (الطائف) (المملكة العربية السعودية) | مدينة الملك فهد الرياضية (الطائف) |
| بطولة الصداقة الدولية للسيدات 2023 (الطائف) (المملكة العربية السعودية) | السعة: 20,000                     |

## الشكل
تقام البطولة بنظام دور المجموعات، حيث يتم توزيع الفرق الستة المتنافسة على مجموعتين من ثلاثة فرق. يتأهل الفريقان الأول والثاني عن كل مجموعة إلى الدور نصف النهائي. وفي هذه الأثناء، تلعب الفرق التي احتلت المركز الثالث من كلا المجموعتين مباراة لتحديد المركز الخامس. ويضمن الفائزون في الدور نصف النهائي مكانًا في المباراة النهائية، بينما يتنافس الفريقان المهزومان على المركز الثالث. 

## مرحلة المجموعات
جميع الأوقات محلية، SAST ( UTC+03:00 ).

### المجموعة أ
| م | الفريق       | لعب | ف | ت | خ | أ.له | أ.ع | أ.ف | نقاط | التأهل             |
| - | ------------ | --- | - | - | - | ---- | --- | --- | ---- | ------------------ |
| 1 | السعودية (H) | 2   | 1 | 1 | 0 | 1    | 0   | +1  | 4    | مرحلة خروج المغلوب |
| 2 | ماليزيا      | 2   | 0 | 2 | 0 | 0    | 0   | 0   | 2    | مرحلة خروج المغلوب |
| 3 | باكستان      | 2   | 0 | 1 | 1 | 0    | 1   | −1  | 1    |                    |

| السعودية | 0–0   | ماليزيا |
| -------- | ----- | ------- |
|          | تقرير |         |

| ماليزيا | 0–0   | باكستان |
| ------- | ----- | ------- |
|         | تقرير |         |

| باكستان | 0–1   | السعودية               |
| ------- | ----- | ---------------------- |
|         | تقرير | - البندري الهوساوي 90' |

### المجموعة B
| م | الفريق | لعب | ف | ت | خ | أ.له | أ.ع | أ.ف | نقاط | التأهل             |
| - | ------ | --- | - | - | - | ---- | --- | --- | ---- | ------------------ |
| 1 | لبنان  | 2   | 2 | 0 | 0 | 7    | 3   | +4  | 6    | مرحلة خروج المغلوب |
| 2 | بوتان  | 2   | 0 | 1 | 1 | 2    | 3   | −1  | 1    | مرحلة خروج المغلوب |
| 3 | لاوس   | 2   | 0 | 1 | 1 | 1    | 4   | −3  | 1    |                    |

| لاوس        | 1–4   | لبنان                                               |
| ----------- | ----- | --------------------------------------------------- |
| - تشندا 81' | تقرير | - عربي 13' - اسكندر ‏ 60' - رائد 65' - ل. اسكندر 70' |

| لبنان                                  | 3–2   | بوتان                         |
| -------------------------------------- | ----- | ----------------------------- |
| - ل. اسكندر 30' - صالخة 61' - عواد 64' | تقرير | - لازوم 82'، 86' (ضربة جزاء.) |

| بوتان | 0–0   | لاوس |
| ----- | ----- | ---- |
|       | تقرير |      |

## مباراة ترتيب
|  | مباراة المركز الخامس |       |
|  |                      |       |
|  | 28 سبتمبر – الطائف   |       |
|  |                      |       |
|  | باكستان              | 1 (4) |
|  | باكستان              | 1 (4) |
|  | لاوس                 | 1 (2) |
|  | لاوس                 | 1 (2) |

### مباراة تحديد المركز الخامس
| باكستان                                          | 1–1 (ب.و.إ.) | لاوس                                             |
| ------------------------------------------------ | ------------ | ------------------------------------------------ |
| - ز. شاه 58'                                     | تقرير        | - اكسايابازيرد 63'                               |
| ركلات الترجيح                                    |              |                                                  |
| - ز. شاه - هيراني - مالك - مليكة اي نور - م. خان | 4–2          | - فتح الفادي - كيمي - فانيكوني - تشندا - سايسمون |

## مرحلة خروج المغلوب
- وفي مرحلة خروج المغلوب، سيتم اللجوء إلى الوقت الإضافي وركلات الترجيح لتحديد الفائز إذا لزم الأمر.

### مخطط
|  | نصف النهائي        | نصف النهائي    |                      |       | النهائي | النهائي |
|  |                    |                |                      |       |         |         |
|  | 27 سبتمبر – الطائف |                |                      |       |         |         |
|  |                    |                |                      |       |         |         |
|  | السعودية           | 0              |                      |       |         |         |
|  | السعودية           | 0              | 30 سبتمبر – الطائف   |       |         |         |
|  | بوتان (ب.و.إ.)     | 1              |                      |       |         |         |
|  | بوتان (ب.و.إ.)     | 1              | بوتان                | 0     |         |         |
|  | 27 سبتمبر – الطائف |                | بوتان                | 0     |         |         |
|  |                    | لبنان (ب.و.إ.) | 1                    |       |         |         |
|  | لبنان (ج.)         | لبنان (ب.و.إ.) | 1                    | 0 (4) |         |         |
|  | لبنان (ج.)         |                |                      | 0 (4) |         |         |
|  | ماليزيا            | 0 (3)          |                      |       |         |         |
|  | ماليزيا            | 0 (3)          | مباراة المركز الثالث |       |         |         |
|  |                    |                |                      |       |         |         |
|  | 30 سبتمبر – الطائف |                |                      |       |         |         |
|  |                    |                |                      |       |         |         |
|  | السعودية           | 0              |                      |       |         |         |
|  | السعودية           | 0              |                      |       |         |         |
|  | ماليزيا            | 1              |                      |       |         |         |

### نصف النهائي
| السعودية | 0–1 (ب.و.إ.) | بوتان        |
| -------- | ------------ | ------------ |
|          | تقرير        | - بيدها 112' |

| لبنان                                                                                | 0–0 (ب.و.إ.) | ماليزيا                                                         |
| ------------------------------------------------------------------------------------ | ------------ | --------------------------------------------------------------- |
|                                                                                      | تقرير        |                                                                 |
| ركلات الترجيح                                                                        |              |                                                                 |
| - ل. اسكندر - صالحة - عابدين - سيسيل جوزيف إسكندر ‏ - عواد - عربي - بو حمرا - الكاستي | 4–3          | - سارجي - سارة - اريسا - صبري - سايدن - مازلان - عثمان - اردينا |

### مباراة تحديد المركز الثالث
| السعودية | 0–1   | ماليزيا     |
| -------- | ----- | ----------- |
|          | تقرير | - سطيفي 45' |

### النهائي
| بوتان | 0–1   | لبنان            |
| ----- | ----- | ---------------- |
|       | تقرير | - ل. اسكندر 102' |

## الهدافات
عدد الأهداف المُسجلة  16 هدفًا  في 11 مباراة، بمتوسط 1.45 هدفًا في المباراة الواحدة.
هدف
- يسني بيدها
- تشيندا سيهلاس
- تشايخام اكسايباسيرد
- زهوة عربي
- سميرة عواد
- سيسل إسكندر
- وعد رائد
- سنتيا صالحة
- ستيفي سارج كاور
- زولفيا شاه
- البندري هوساوي